# Craniella tethyoides
Craniella tethyoides är en svampdjursart som beskrevs av Schmidt 1870. Craniella tethyoides ingår i släktet Craniella och familjen Tetillidae. Inga underarter finns listade i Catalogue of Life.